# Robin Corsiglia
Robin Corsiglia, née le 12 août 1962 à Kirkland (Québec), est une nageuse canadienne.

## Carrière
Robin Corsiglia participe aux Jeux olympiques d'été de 1976 à Montréal et remporte la médaille de bronze dans l'épreuve du 4 × 100 m 4 nages avec Anne Jardin, Susan Sloan et Wendy Hogg.